# Schlangenhalsvögel
Die Schlangenhalsvögel (Anhingidae, Anhinga) sind eine Familie und Gattung von Wasservögeln aus der Ordnung Suliformes. Sie sind enge Verwandte der Kormorane, denen sie manchmal zugeordnet werden. Benannt sind sie nach ihrem in Anpassung an die Jagd nach Fischen stark verlängerten Hals. Beim Schwimmen ragt nur dieser aus dem Wasser, während der übrige Körper nicht zu sehen ist. Schlangenhalsvögel sind mit vier Arten in den Tropen verbreitet.

## Merkmale
Schlangenhalsvögel sind große Wasservögel, die je nach Art eine Körperlänge von 81 bis 97 cm erreichen und 1060 bis 1350 Gramm schwer sind. Die Flügelspannweite beträgt im Durchschnitt etwa 120 cm. In der Gestalt sind sie Kormoranen sehr ähnlich, doch der lange, spitze Schnabel und der lange, S-förmig gebogene Hals erinnern eher an Reiher. Die kräftige Halsmuskulatur erlaubt es dem Vogel, den spitzen Schnabel blitzschnell vorzustoßen und so seine Beute zu erdolchen.
Das dunkle Obergefieder ist oft stark kontrastierend weiß bis hellbraun gestreift und wirkt gewellt. Die Geschlechter sind gleich groß, die Weibchen der verschiedenen Arten sind jedoch weniger auffällig und blasser gefärbt. Zudem ist der Schnabel der Männchen länger. Vögel im Jugendkleid ähneln adulten Weibchen, sind aber noch blasser gefärbt.
Die Flügel der Schlangenhalsvögel sind breit und ermöglichen kräftige und fördernde Flügelschläge, die sich mit längeren Gleitphasen abwechseln. Der lange Schwanz wird im Fluge ausgefächert, was in den USA zu der Bezeichnung water turkey („Wassertruthahn“) geführt hat.
Die Beine setzen weit hinten am Körper an. Alle vier Zehen sind mit breiten Schwimmhäuten verbunden. Auf dem Land bewegen sich Schlangenhalsvögel eher unbeholfen fort und breiten dabei die Flügel aus, um die Balance zu halten. Im Wasser bewegen sie sich wie Kormorane: beim Schwimmen mit abwechselnd paddelnden Füßen, beim Tauchen mit gleichzeitig und parallel antreibenden Füßen, wobei die Flügel fast ganz angelegt sind. Tauchgänge dauern 30 bis 60 Sekunden.
Um den Auftrieb zu verringern, wird ebenso wie bei den Kormoranen auch das Gefieder schnell durchnässt. Dies liegt an der speziellen Struktur der Federn; wie andere Wasservögel auch fetten sich Schlangenhalsvögel mit dem Sekret der Bürzeldrüse ein, um es dennoch so wasserdicht wie möglich zu halten. Da außerdem ein Charakteristikum der Vögel, die Pneumatisation (Luftfüllung) der Knochen, bei Schlangenhalsvögeln nur schwach ausgebildet ist, sind Schlangenhalsvögel im Wasser relativ schwer. Beim Schwimmen liegt der gesamte Rumpf unter Wasser und nur Hals und Kopf sehen heraus – auf größere Entfernungen kann ein Beobachter den Vogel daher für eine aus dem Wasser sehende Schlange halten.

## Verbreitung und Lebensraum

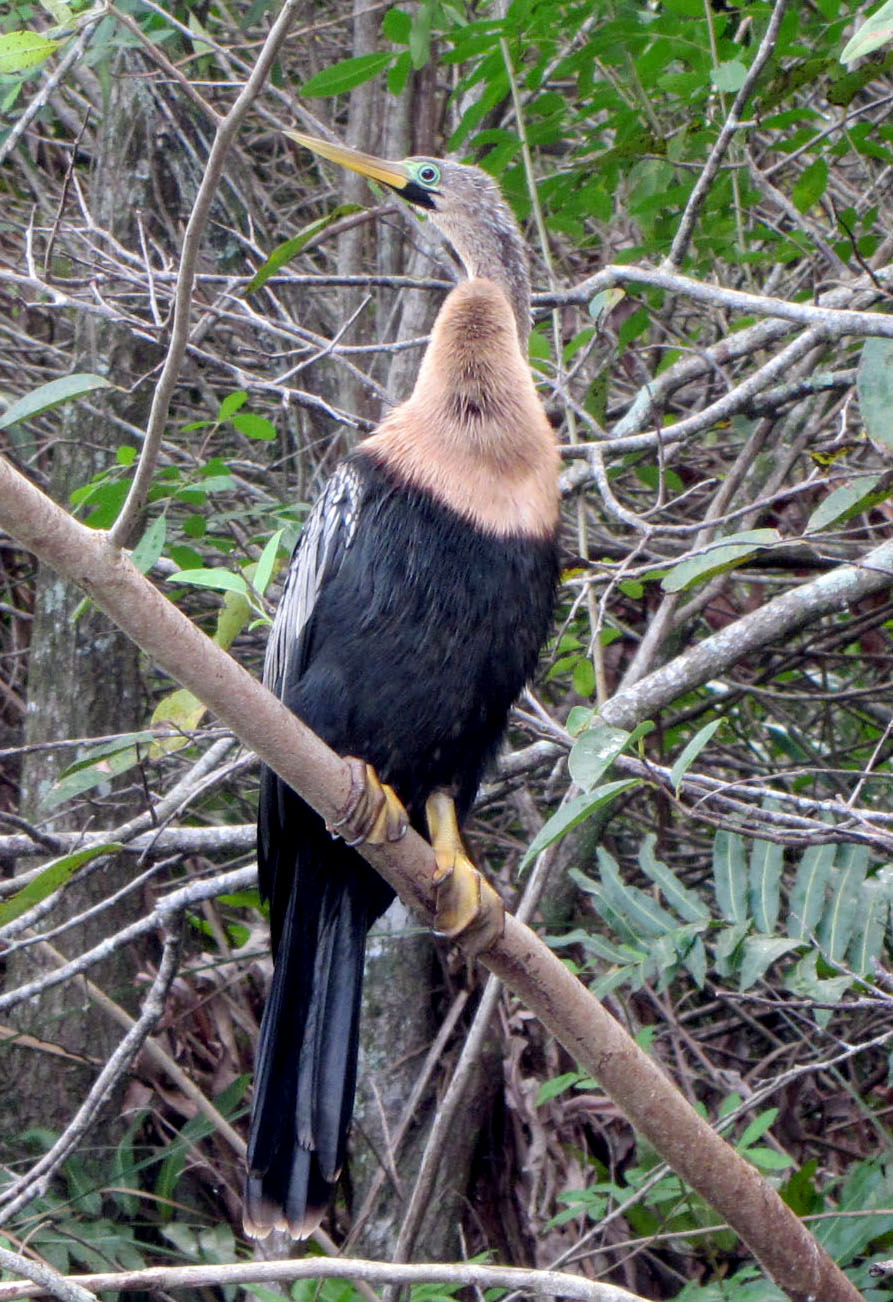
Amerika-Schlangenhalsvogel

Die Gattung besiedelt vor allem die tropischen und subtropischen Gebiete Amerikas, Afrikas, Asiens und Australiens. Der Afrika-Schlangenhalsvogel (Anhinga rufa) ist in fast allen Staaten südlich der Sahara verbreitet, von Mauretanien und Sudan nach Süden bis zum Kapland. Er besiedelt auch Madagaskar. Die Vorkommen des Orient-Schlangenhalsvogels (A. melanogaster) liegen vor allem auf dem Indischen Subkontinent und in Südostasien. Weit westlich von diesem Hauptverbreitungsgebiet besteht ein isoliertes Vorkommen am Schatt el Arab.
Der Austral-Schlangenhalsvogel (A. novaehollandiae) brütet auf Neuguinea sowie in Australien, hier vor allem im Murray-Darling-Flusssystem. Der Amerika-Schlangenhalsvogel (Anhinga anhinga) bewohnt den amerikanischen Doppelkontinent vom Südosten der USA über Mittelamerika und Amazonien bis in den Norden Argentiniens.
Die Bruthabitate sind sehr unterschiedlich. Zwar ziehen beide Arten Süßwassergebiete vor, doch findet man Schlangenhalsvögel ebenso in brackigen Mangrovensümpfen und am Rande von Meeresbuchten. Die Ufer der von ihnen frequentierten Gewässer müssen eine dichte Vegetation aufweisen und Äste bieten, auf denen die Vögel sitzen und ihr Gefieder trocknen lassen können. Häufig brüten sie am Rande großer Reiher-, Ibis- oder Kormorankolonien.
Für gewöhnlich sind Schlangenhalsvögel Standvögel. Nur in den USA unternimmt die nördlichste Population einen Zug an die Golfküste. Einst gab es auch in der Türkei eine Population, die jeden Winter nach Israel zog; diese ist jedoch ausgestorben.

## Lebensweise

### Aktivität
In ihrem Verhalten zeigen Schlangenhalsvögel zahlreiche Übereinstimmungen mit den Kormoranen. Wie diese sind sie tagaktiv und ruhen auf Ästen oder in Bäumen. Obwohl sie in der Lage sind, aus dem Wasser aufzufliegen, erklettern sie Bäume meistens direkt vom Wasser aus. Um das Gefieder zu trocknen, ruhen sie mit ausgebreiteten Flügeln.

### Ernährung
Wie die Kormorane tauchen Schlangenhalsvögel ausgezeichnet, doch sind sie keine Verfolgungsjäger wie diese, sondern „schleichen“ sich unter Wasser an die Beute heran und erdolchen sie, indem durch eine blitzschnelle Streckung des Halses der spitze Schnabel nach vor schnellt. Die Nahrung besteht hauptsächlich aus Fischen, daneben werden auch Amphibien, Reptilien, Krebstiere, Weichtiere, Insekten und Würmer erbeutet. Kleine Beutetiere werden sofort gefressen, größere an die Oberfläche gebracht, in die Luft geschleudert und mit dem Kopf voran verschluckt.

### Fortpflanzung
Anders als Kormorane bilden Schlangenhalsvögel keine großen Kolonien, treten aber oft in lockeren Verbänden von einigen Paaren auf. Häufig schließen sie sich den Kolonien anderer Wasservögel an. Schlangenhalsvögel sind monogam; über Jahre findet sich ein Paar stets wieder am selben Nistplatz. Das Nest befindet sich in einem Baum, ist aus Zweigen errichtet und mit Blättern und Halmen ausgepolstert. Die Begattung findet im Nest statt.
Das Nest und die Umgebung werden gegen alle Eindringlinge derselben oder anderer Arten verteidigt. Vor allem Männchen reagieren auf Eindringlinge, indem sie mit dem Schnabel nach diesen schnappen. Kämpfe sind selten, da die Drohgebärden meistens ausreichen, das Revier zu verteidigen.
Schlangenhalsvögel legen zwei bis sechs Eier. Nach 25 bis 30 Tagen schlüpfen die Jungen. Sie sind zunächst nackt, aber nach nur zwei Tagen mit einem Dunenkleid befiedert. Anfangs werden sie gefüttert, indem die Eltern vorverdauten Fisch vor ihnen auswürgen. Später stecken die Jungen ihren Schnabel in den Rachen der Altvögel und holen die Nahrung aus dem Kehlsack. Die Jungen kämpfen gegeneinander um die Nahrung, so dass das zuletzt geschlüpfte Jungtier benachteiligt ist. In der Regel kommen jedoch alle Jungen durch; der Tod des kleinsten Jungen ist, anders als bei vielen anderen Arten der Ordnung Suliformes, eher die Ausnahme als die Regel. Nach drei Wochen verlassen junge Schlangenhalsvögel das Nest, werden aber weiter gefüttert, bis sie im Alter von sechs bis sieben Wochen fliegen und selbständig tauchen und jagen können. Insgesamt dauert die Brut vom Nestbau bis zum Flüggewerden der Jungen nur drei Monate, was für Suliformes ein extrem kurzer Zeitraum ist.
Schlangenhalsvögel brüten wahrscheinlich erstmals im Alter von zwei Jahren. Zu ihrer Lebenserwartung sind keine verlässlichen Daten bekannt.

## Stammesgeschichte
Fossil sind Schlangenhalsvögel mit Anhinga walterbolesi ab dem späten Oligozän bis frühen Miozän von Australien belegt. Anhinga pannonica aus dem mittleren bis späten Miozän ist die einzige bekannte Art, deren Verbreitungsgebiet auch weite Teile Europas umfasste. Ebenfalls aus dem späten Miozän stammt der älteste bekannte Vertreter aus der Neuen Welt, Anhinga subvolans, der zunächst für einen Vertreter der Kormorane gehalten wurde. Bemerkenswert ist ferner der südamerikanische Macranhinga paranensis, der mit einem Durchschnittsgewicht von 5,4 kg die heutigen Arten bei weitem übertraf. Mit 14,4 bis 19,1 kg noch einmal deutlich schwerer war Macranhinga ranzii aus dem Miozän der Solimões-Formation in Brasilien, ermittelt an einem Tibiotarsus.
Der ursprünglich als ältester Schlangenhalsvogel beschriebene Protoplotus beauforti aus dem Eozän ist nach heutiger Auffassung kein Schlangenhalsvogel; seine tatsächliche Zuordnung bleibt rätselhaft. Als einzige rezente Art ist der Amerikanische Schlangenhalsvogel fossil aus dem Pleistozän nachgewiesen.

## Systematik
Meistens bekommen die Schlangenhalsvögel den Rang einer eigenen Familie innerhalb der Suliformes. Manche Zoologen sehen keinen Grund, sie von den offenbar eng verwandten Kormoranen zu trennen, und ordnen sie diesen als Unterfamilie Anhinginae zu. Die Verwandtschaft zu den Kormoranen wird vor allem wegen der vielen morphologischen Gemeinsamkeiten angenommen und ist in mehreren Studien bestätigt worden.
Die wahrscheinlichen verwandtschaftlichen Verhältnisse gibt folgendes Kladogramm wieder:
|  | Tölpel (Sulidae)                                                                                  |
|  |                                                                                                   |
|  | \| \| Schlangenhalsvögel (Anhingidae) \| \| \| \| \| \| Kormorane (Phalacrocoracidae) \| \| \| \| |
|  |                                                                                                   |
|  | Schlangenhalsvögel (Anhingidae)                                                                   |
|  |                                                                                                   |
|  | Kormorane (Phalacrocoracidae)                                                                     |
|  |                                                                                                   |

|  | Schlangenhalsvögel (Anhingidae) |
|  |                                 |
|  | Kormorane (Phalacrocoracidae)   |
|  |                                 |

|  | Tölpel (Sulidae)                                                                                  |
|  |                                                                                                   |
|  | \| \| Schlangenhalsvögel (Anhingidae) \| \| \| \| \| \| Kormorane (Phalacrocoracidae) \| \| \| \| |
|  |                                                                                                   |
|  | Schlangenhalsvögel (Anhingidae)                                                                   |
|  |                                                                                                   |
|  | Kormorane (Phalacrocoracidae)                                                                     |
|  |                                                                                                   |

|  | Schlangenhalsvögel (Anhingidae) |
|  |                                 |
|  | Kormorane (Phalacrocoracidae)   |
|  |                                 |

Während manchmal nur zwei Arten anerkannt wurden, gibt es nach heutiger Auffassung vier Arten:
- Amerika-Schlangenhalsvogel, Anhinga anhinga
- Orient-Schlangenhalsvogel, Anhinga melanogaster
- Austral-Schlangenhalsvogel, Anhinga novaehollandiae
- Afrikanischer Schlangenhalsvogel, Anhinga rufa

Der Amerika-Schlangenhalsvogel ist die Schwesterart einer Klade aller anderen Schlangenhalsvögel. Er trennte sich von dieser vor 22 bis 19 Millionen Jahren. Der Austral-Schlangenhalsvogel trennte sich vor 14 bis 16 Millionen Jahren von der zu den beiden Altwelt-Arten führenden Evolutionslinie und der Orient- und der Afrika-Schlangenhalsvogel sind seit etwa 10 Millionen Jahren zwei voneinander getrennte Arten.

## Bestandsentwicklung und Gefährdung
Keine der beiden Arten ist global bedroht, doch in Teilen ihres Verbreitungsgebiets sind sie selten geworden oder sogar ausgestorben. Vor allem in Südostasien werden Vögel und Eier gegessen, wodurch ihr Bestand in vielen Ländern abgenommen hat. In anderen Regionen haben sich Schlangenhalsvögel in den letzten Jahrzehnten auch beträchtlich vermehrt, so auf Neuguinea, wo sie von der Einführung großer Fischarten für die Sportfischerei profitierten.
Der Altwelt-Schlangenhalsvogel hatte einst ein ausgedehntes Verbreitungsgebiet in Westasien, von dem nur noch das Vorkommen im Schatt el Arab übriggeblieben ist. In der Türkei lebte eine kleine Population am Amik Gölü (See von Antakya), die nach der Trockenlegung dieses Sees ausgestorben ist.